# You Are Here (album d'UFO)
Pour les articles homonymes, voir You Are Here.

You Are Here est un album du groupe UFO sorti en 2004 sous le label SPV/Steamhammer.

## Liste des morceaux
1. "When Daylight Goes to Town" (Phil Mogg, Vinnie Moore) – 4:33
2. "Black Cold Coffee" (Mogg, Moore) – 3:20
3. "The Wild One" (Mogg, Moore) – 5:39
4. "Give It Up" (Mogg, Pete Way, Moore) – 4:25
5. "Call Me" (Mogg, Moore) – 4:03
6. "Slipping Away" (Mogg, Moore) – 4:56
7. "The Spark That Is Us" (Mogg, Jason Bonham, Moore, Paul Raymond) – 4:11
8. "Sympathy" (Raymond) – 3:48
9. "Mr. Freeze" (Mogg, Moore) – 4:43
10. "Jello Man" (Mogg, Moore) – 4:13
11. "Baby Blue" (Mogg, Moore) – 4:31
12. "Swallow" (Mogg, Bonham, Moore) – 4:30